# 1971 في بوليفيا

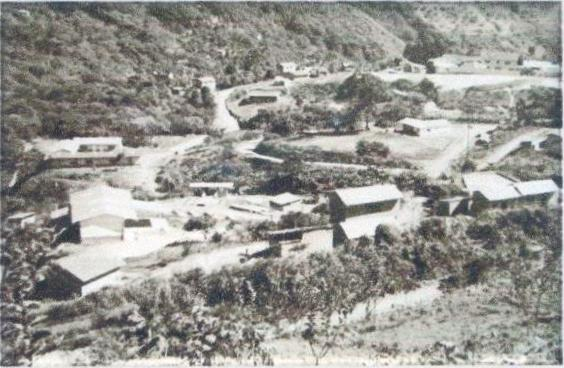
احد المدن في بوليفيا

فيما يلي قوائم الأحداث التي وقعت خلال عام 1971 في بوليفيا.

## سياسة

### تعيين في المنصب
- 21 أغسطس – هوغو بانزر قائمة رؤساء بوليفيا.

### انتهاء فترة المنصب
- 21 أغسطس – خوان خوسيه توريس قائمة رؤساء بوليفيا.

## مواليد

### يوليو
- 16 يوليو – أوسكار كارميلو سانشيز لاعب كرة قدم بوليفي.

### أغسطس
- 29 أغسطس – ماركو ساندي لاعب كرة قدم بوليفي.

### ديسمبر
- 2 ديسمبر – خوليو سيزار بالديفييزو لاعب كرة قدم بوليفي.

## وفيات

### يناير
- 1 يناير – ديوغينيس لارا (مواليد 1902) لاعب كرة قدم بوليفي.